# Červená Řečice
Červená Řečice település Csehországban, a Pelhřimovi járásban. Červená Řečice Útěchovice, Křelovice, Bácovice, Krasíkovice, Svépravice, Želiv, Pelhřimov, Hořepník és Rovná településekkel határos. Lakosainak száma 1045 fő (2024. január 1.).

## Népesség
A település lakosságának változását az alábbi diagram mutatja:
| Lakosok száma | 2039 | 1936 | 1826 | 1210 | 1272 | 987  | 1017 | 1003 | 1009 | 1045 |
|               | 1869 | 1890 | 1921 | 1950 | 1980 | 2001 | 2017 | 2019 | 2022 | 2024 |